# Política de Ruanda
Aquest és un articles sobre la política de Ruanda. Ruanda va obtenir la seva independència l'1 de juliol de 1962 i la seva política reflecteix els sistemes de lleis civils belga i alemany i la llei consuetudinària es produeix en un marc de una república presidencialista, on el president de Ruanda és alhora cap d'estat i cap de govern, i de un sistema multipartidista. El poder executiu és exercit pel govern.
El poder legislatiu és exercit tant pel govern com per les dues cambres del parlament, el Senat de Ruanda i la Cambra de Diputats de Ruanda. El 5 de maig de 1995 l'Assemblea Nacional de Transició va adoptar una nova constitució que incloïa elements de la constitució del 18 de juny de 1991, així com les disposicions de l'acord de pau d'Arusha de 1993 i el protocol d'entesa multipartidista de novembre de 1994.

## Situació política
Després de la seva victòria militar el juliol de 1994, el Front Patriòtic Ruandès va organitzar un govern de coalició semblant al establert pel president Juvénal Habyarimana el 1992. Anomenat Govern d'Unitat Nacional de Base Àmplia, es basava en una combinació de la constitució, els acords d'Arusha i les declaracions polítiques dels partits. El partit MRND fou prohibit.
Les organitzacions política va ser prohibides fins a l'any 2003. Les primeres eleccions presidencials i legislatives de la postguerra es van celebrar a l'agost i setembre de 2003, respectivament.
Els majors problemes a què s'enfronta el govern van ser la reintegració de més de 2 milions de refugiats que van tornar des de l'any 1959; el final de la insurrecció i la contrainsurgència entre exmilitars i milicians Interahamwe i l'Exèrcit Patriòtic de Ruanda, que es concentrava al nord i sud-oest; i allunyar la crisi amb la planificació del desenvolupament a mitjà i llarg termini. La població empresonada continuava sent un problema urgent per al futur previsible, ja que havia augmentat a més de 100.000 en els 3 anys posteriors a la guerra. Els judicis als nombrosos sospitosos de genocidi penyoraran els recursos necessaris de Ruanda.
El govern actual prohibeix tota forma de discriminació per gènere, ètnia, raça o religió. El govern també ha aprovat lleis que prohibeixen l'èmfasi en la identitat hutu o tutsi en l'activitat política.

## Poder legislatiu
El Parlament (Inteko Ishinga Amategeko o Parlement) te dues cambres. La Cambra de Diputats de Ruanda (Umutwe w'Abadepite/Chambre des Députés) està integrada per vuitanta Diputats (80). Entre ells, hi ha cinquanta-tres (53) diputats que són elegits per sufragi universal directe en vot secret d'una llista fixa de noms de candidats proposats per organitzacions polítiques o candidats independents; vint-i-quatre (24) dones són elegides per col·legis electorals específics d'acord amb les entitats administratives nacionals; dos (2) elegits pel Consell Nacional de la Joventut; un (1) elegit pel Consell Nacional de Persones amb Discapacitat. És l'única cambra legislativa al món hi ha més diputades (61 %) que diputats.
El Senat (Umutwe wa Sena o Sénat) està format per vint-i-sis membres (26). Entre ells, hi ha dotze Senadors (12) elegits per consells específics d'acord amb les entitats administratives; vuit senadors (8) nomenats pel president de la República; quatre senadors (4) designats pel Fòrum Nacional d'Organitzacions Polítiques; un Senador (1) elegit entre professors i investigadors d'Universitats Públiques i institucions d'ensenyament superior; i un Senador (1) elegit entre professors i investigadors d'Universitats Privades i institucions d'ensenyament superior. Els ex-presidents poden sol·licitar ser membres del senat. De fet Ruanda és un estat de partit únic amb el Front Patriòtic Ruandès en el poder. Els partits polítics de l'oposició estan permesos, i estan representats al Parlament, però es consideren que no tenen possibilitats reals d'obtenir el poder.

## Poder executiu
El President de Ruanda és elegit en votació popular per un període de set anys. El primer ministre i el Consell de Ministres de Ruanda són nomenats pel president. El president té nombrosos poders que inclouen la creació de polítiques conjuntament amb el gabinet, la signatura d'ordres presidencials, la vigència de la prerrogativa de gràcia, la negociació i aprovació de tractats, el comandament de les forces armades i la declaració de guerra o crisi.
L'actual President de Ruanda és Paul Kagame, nascut en 1957. És el 6è President de Ruanda fou elegit per primer cop en 2003. In 2007 l'antic President, Pasteur Bizimungu fou alliberat de la presó per un perdó presidencial. Kagame va ser reelegit en 2010 amb el 93.1 % dels vots i el 2017 amb gairebé el 99 % dels vots. Des que va prendre possessió del càrrec, Kagame ha fomentat les empreses, ha reduït el delicte i la corrupció, i ha atret a molts inversors estrangers. Kagame no ha preparat a ningú per ser el seu successor, així que no hi ha res que indiqui qui podria o hauria de ser el seu successor.
El president Paul Kagame i el seu Front Patriòtic Ruandès són les forces polítiques dominants a Ruanda. Només hi ha un partit d'oposició registrat i molts opositors polítics han fugit a l'exili.
El president Kagame va rebre entrenament militar a Uganda, Tanzània i els Estats Units. Va ser membre fundador de l'exèrcit rebel del president d'Uganda Yoweri Museveni el 1979 i va encapçalar el seu servei d'intel·ligència, ajudant-lo a prendre el poder el 1986.

## Poder judicial
El Tribunal Suprem de Ruanda és el més alt poder judicial de Ruanda. Aquest i el Consell Superior del Poder Judicial supervisa els tribunals de les jurisdiccions ordinàries més baixes i els tribunals de les jurisdiccions especials de Ruanda. El Tribunal Suprem consisteix en el president del tribunal, el vicepresident i 12 jutges.
Establerts el 2001, els tribunals gacaca van ser establerts pel Govern d'Unitat Nacional per jutjar casos de genocidi contra els tutsis.
Els jutges són nomenats pel president de la república, després de consultar amb el Consell de Ministres i el Consell Superior del Poder Judicial. Després són aprovats pel Senat. El president i el vicepresident del tribunal són nomenats per termes no renovables de 8 anys.
Pel que fa a la professió legal, tot i que l'Associació d'Advocats de Ruanda ha existit almenys des de 1997, no hi ha una indicació clara de com determinats grups demogràfics, com ara les dones, són representats en el camp jurídic.

## Participació en organismes internacionals
Ruanda és membre de l' ACCT, ACP, AfDB, C, CCC,
CEEAC, CEPGL, ECA, FAO, G-77, BIRF, OACI, CIOSL, Creu Roja Internacional i Creixent Roig, IDA, FIDA, IFC, IFRCS, OIT, Fons Monetari Internacional, FMI, Intelsat, Interpol, CIO, IOM (observador), UIT, NAM, OPCW, ONU, UNCTAD, UNESCO, ONUDI,
UPU, CMT, OMS,
OMPI, OMM, WToO, WTrO
Ruanda es va unir a la Commonwealth en 2009, convertint al país en un dels dos únics de la Commonwealth sense un passat colonial britànic; l'altre és l'antiga colònia portuguesa de Moçambic.